# Tcherepanovo
Tcherepanovo (en russe : Черепаново) est une ville de l'oblast de Novossibirsk, en Russie, et le centre administratif du raïon de Tcherepanovo. Sa population s'élevait à 19 536 habitants en 2013.

## Géographie
Tcherepanovo est située en Sibérie méridionale, à 93 km au sud de Novossibirsk et à 2 874 km à l'est de Moscou.

## Histoire
Tcherepanovo a été fondée sous le nom de Svobodny, en 1912, dans le cadre de la construction de la voie ferrée Novossibirsk – Barnaoul – Semipalatinsk, ouverte en 1915. Elle a le statut de ville depuis 1925.

## Population
Recensements (*) ou estimations de la population
| 1939*  | 1959*  | 1970*  | 1979*  | 1989*  |
| ------ | ------ | ------ | ------ | ------ |
| 17 122 | 21 225 | 21 067 | 20 974 | 22 116 |

| 2002*  | 2010*  | 2012   | 2013   | 2014 |
| ------ | ------ | ------ | ------ | ---- |
| 20 496 | 19 803 | 19 614 | 19 536 | -    |